# 618
Évszázadok: 6. század – 7. század – 8. század
Évtizedek: 560-as évek – 570-es évek – 580-as évek – 590-es évek – 600-as évek – 610-es évek – 620-as évek – 630-as évek – 640-es évek – 650-es évek – 660-as évek
Évek: 613 – 614 – 615 – 616 –  617 – 618 – 619 – 620 – 621 – 622 – 623

## Események

### Bizánci Birodalom
- A bizánci–perzsa háborúban a perzsák Sarbaraz vezetésével Egyiptomba vezetnek hadjáratot és jelentősebb ellenállás nélkül egészen Kürénéig megszállják a tartományt. Nikétasz kormányzó (Hérakleiosz császár unokatestvére) néhány hónapig kitart Alexandriában, de aztán a pátriárkával együtt előbb Ciprusra, majd Rodoszra menekül. A város egy éves ostrom után esik el.
- Az egyiptomi gabonaszállítmányok elvágásával Konstantinápoly élelmiszerellátása válságossá válik és a császár megszünteti a hagyományos ingyenes gabonaosztást.
- Meghal I. Adeodatus pápa. Utódjául V. Bonifatiust választják, de császári jóváhagyására csak 13 hónappal később, 619 végén kerül sor.

### Ázsia
- Jangot, a kínai Szuj-dinasztia császárát és rokonait saját főtisztjei meggyilkolják.
- A felkelők vezére, Li Jüan herceg lemondatja a 13 éves Jang Ju bábcsászárt és maga foglalja el a trónt (nevét utólag fia változtatta Kao-cu-ra, "nagy alapítóra"). Ezzel a Szuj-dinasztiát a Tang-dinasztia váltja Kína élén.
- A politikai helyzet továbbra is kaotikus, a Jang császár ellen lázadók egy része nem ismeri el Kao-cu uralmát. A parasztfelkelők vezére, a magát császárnak kikiáltó Hszüe Jü az év végén meghal és utána seregét szétszórják. Ősszel a Szuj-dinasztiához hű Vang Si-csung hadvezér legyőzi Kao-cu egyik legnagyobb riválisát, a trónra is esélyes Li Mi herceget, aki ezután behódol Kao-cunak. Vang Si-csung a meggyilkolt Jang császár unokáját, Jang Tungot kiáltja ki uralkodónak.
- Meghal Seguj, a nyugati türkök kagánja. Utóda öccse, Tong Jabgu.
- Megmérgezik Namri Szongcen tibeti királyt. Utóda fia, Szongcen Gampo, aki császárrá kiáltja ki magát és megalapítja a Tibeti Birodalmat.
- Meghal Jongjang, a koreai Kogurjo királya. Utóda öccse, Jongnju.

## Halálozások
- április 11. - Szuj Jang-ti, kínai császár
- november 8. - I. Adeodatus, pápa[1]
- Jongjang, kogurjói király
- Namri Szongcen, tibeti király
- Seguj, a nyugati türkök kagánja

## Fordítás
- Ez a szócikk részben vagy egészben  a(z)   618 című angol Wikipédia-szócikk ezen változatának fordításán alapul.  Az eredeti cikk szerkesztőit annak laptörténete sorolja fel. Ez a jelzés csupán a megfogalmazás eredetét és a szerzői jogokat jelzi, nem szolgál a cikkben szereplő információk forrásmegjelöléseként.